# Пентатопное число
Пентато́пные чи́сла, называемые также гипертетраэдральными — это фигурные числа, представляющие правильные четырёхмерные симплексы (пентатопы или гипертетраэдры). Пентатопные числа являются четырёхмерным обобщением плоских треугольных и пространственных тетраэдральных чисел.

## Определение и общая формула
{\displaystyle n}-е по порядку пентатопное число определяется как сумма первых {\displaystyle n} тетраэдральных чисел.
Начало последовательности пентатопных чисел:
{\displaystyle 1,5,15,35,70,126,210,330,495,715,\dots } (последовательность A000292 в OEIS).
Общая формула для {\displaystyle n}-го по порядку пентатопного числа {\displaystyle PT_{n}}:
{\displaystyle PT_{n}={\frac {n(n+1)(n+2)(n+3)}{24}}={n+3 \choose 4}}
Пентатопные числа находятся на 5-й диагональной линии в треугольнике Паскаля (см. рисунок), под диагональю тетраэдральных чисел.

## Свойства
Два из каждых трёх пентатопных чисел (номера которых не делятся на 3) являются пятиугольными числами.
Ряд из обратных пентатопных чисел сходится:
{\displaystyle {\frac {1}{1}}+{\frac {1}{5}}+{\frac {1}{15}}+{\frac {1}{35}}\dots ={\frac {4}{3}}}

## Применение
В биохимии пентатопные числа представляют количество возможных расположений {\displaystyle n} различных белковых субъединиц в тетраэдральном белке.